# Palla basca ai Giochi olimpici
La palla basca ai Giochi olimpici è stato uno sport olimpico ufficiale solo alle Olimpiadi di Parigi 1900; nell'occasione hanno partecipato due squadre. Negli anni successivi è stato riproposto come sport dimostrativo nel 1924, 1968 e 1992 con molte varianti ed eventi, ma senza mai l'ufficialità.

## Medagliere

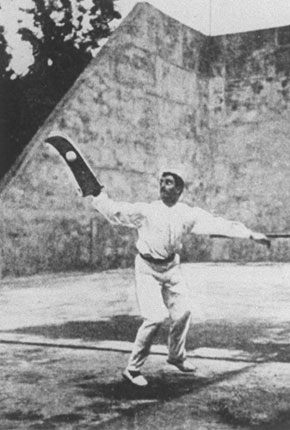
Partita di palla basca ai Giochi della II Olimpiade nel 1900

| Pos | Nazione | Oro | Argento | Bronzo | Totale |
| --- | ------- | --- | ------- | ------ | ------ |
| 1   | Spagna  | 1   | 0       | 0      | 1      |
| 2   | Francia | 0   | 1       | 0      | 1      |

## Albo d'oro
| Edizione    | Oro                                        | Argento                                | Bronzo |
| ----------- | ------------------------------------------ | -------------------------------------- | ------ |
| Parigi 1900 | Spagna José de Amézola - Francisco Villota | Francia Maurice Durquetty - Etchegaray | —      |